# Università di Lione
L'Università di Lione (in francese Université de Lyon), situata tra Lione e Saint-Étienne, è un polo di alta formazione e ricerca costituito da 18 tra università, istituti e scuole aggregate. Le principali istituzioni membro sono: l'Université Claude Bernard Lyon 1, specializzata nella formazione delle scienze applicate e della salute; l'Université Lumière Lyon 2, focalizzata sulle scienze sociali; l'Université Jean Moulin Lyon 3, centrata sugli studi umanistici e sulla giurisprudenza.

## Organizzazione
Le altre istituzioni afferenti al sistema universitario lionese sono:
- École Normale Supérieure de Lyon
- École centrale de Lyon
- INSA de Lyon
- Institut d'Administration des Entreprises de Lyon
- École nationale supérieure des sciences de l'information et des bibliothèques
- École vétérinaire de Lyon
- Université catholique de Lyon
- Université Jean Monnet Saint Etienne (Université de Saint-Étienne)
- École nationale d'ingénieurs de Saint-Étienne
- École nationale supérieure des mines de Saint-Étienne
- École supérieure de commerce et management (ESDES)
- Emlyon Business School
- Institut polytechnique de Lyon (CPE Lyon, ECAM Lyon, ISARA Lyon, ITECH Lyon)
- Institut d'études politiques de Lyon
- École nationale des travaux publics de l'État